# Armand Jean Le Bouthillier de Rancé

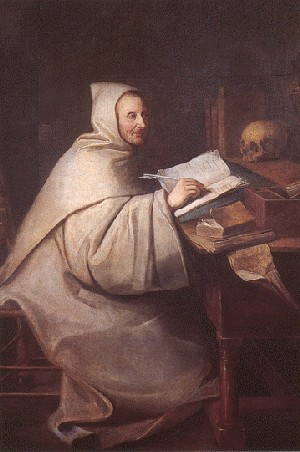
Armand Jean Le Bouthillier de Rancé

Armand Jean Le Bouthillier de Rancé (* 9. Januar 1626 in Paris; † 27. Oktober 1700 in La Trappe) war ein französischer Adeliger und Mönch. Er kann zwar nicht als „Gründer“ der Trappisten gelten, aber er führte Reformbestrebungen im Zisterzienserorden fort und verbreitete sie unter Gleichgesinnten, die im 17. Jahrhundert zu einer starken Gruppierung wurden. Sie spalteten sich 1892 ab und gründeten den Trappistenorden.

## Leben
Armand Jean Le Bouthillier de Rancé stammte aus hohem französischem Adel. Sein Vater war Privatsekretär von Königin Maria von Medici. Eigentlich war de Rancé eine Karriere in der Armee zugedacht, jedoch ließ ihn seine Familie anstelle seines verstorbenen Bruders Denis eine kirchliche Laufbahn einschlagen. Bereits mit elf Jahren, 1637, wurde er Domherr von Notre-Dame in Paris sowie Abt von fünf Abteien, darunter La Trappe. 1638 starb seine Mutter; seine Schwester ging im selben Jahr ins Kloster. 1650 verstarb sein Vater. In diesem Jahr nahm er Kontakt zur vierzehn Jahre älteren Herzogin von Montbazon auf, die ihn in die gehobene Gesellschaft einführte und seine Geliebte wurde.
1651 empfing er nach einem Studium in Paris durch seinen Onkel Victor Bouthillier dort die Priesterweihe. 1654 promovierte er an der Sorbonne. Er lebte am Hof des französischen Königs und genoss dort das Hofleben. 1657 wollte ihn sein Onkel, der Erzbischof von Tours, zum Erzdiakon mit Recht auf Nachfolge ernennen, jedoch wurde diese Ernennung verhindert. Am 28. April desselben Jahres fand er seine Geliebte, die Herzogin Montbazon, tot vor. Der Anblick der Leiche soll Rancés Bekehrung bewirkt haben; fortan erfüllte er die religiösen Pflichten eines Priesters und begann, zölibatär zu leben.
In den kommenden Jahren verteilte de Rancé sein Vermögen und seine Pfründe. 1660 besuchte er in diesem Zusammenhang auch „sein“ Kloster La Trappe, das damals baulich wie moralisch verfallen war. Die bisherigen Mönche des Klosters fand er mit einer Pension ab und siedelte stattdessen Mönche aus dem Reformkloster Perseigne in La Trappe an. Unter den sogenannten Abstinenten wurden regelmäßiges Fasten und körperliche Arbeit hochgehalten. Am 20. August 1662 konnte in La Trappe das Chorgebet wieder aufgenommen werden.
Der Abt ging selbst im Mai 1663 in das Kloster Perseigne, dessen Tochterkloster La Trappe war, und absolvierte dort das Noviziat; seine übertriebene Strenge führte jedoch bald zu einem Zusammenbruch, so dass er nur wenige Monate den Noviziatsunterricht besuchen konnte. 1664 legte er die Profess ab und empfing vom Bischof von Séez die Abtsbenediktion. Seit dem 14. Juli 1664 residierte er in La Trappe. Seine so wörtlich wie mögliche Auslegung der Regula Benedicti erklärte Rancé in seinem Werk Declarationes in regulam beati Benedicti, das allerdings nur in einer lateinischen Handschrift, einer französischen Übersetzung und wenigen Zitaten überliefert ist. Aus den Reformbemühungen de Rancés ging schließlich eine besondere Zisterzienser-Kongregation hervor, die 1678 von Papst Innozenz XI. anerkannt wurde. 1892 trennte sich diese Gruppe vom Zisterzienserorden.

## Rezeption
Armand Jean Le Bouthillier de Rancé wurde nie heilig- oder seliggesprochen. Der Schriftsteller François-René de Chateaubriand hat 1844 mit Vie de Rancé ein literaturgeschichtlich bedeutendes Buch über den Abt verfasst. In Schriften von Henri Bremond und Louis Lekai wird der Abt von La Trappe jedoch kritischer beurteilt: Die hohe Sterblichkeitsrate der Mönche während seiner Regierungszeit, die mangelnde theologische Bildung seiner Mitbrüder und seine unüberlegte polemische Art werden wiederholt kritisiert. Der Orden der Strengeren Observanz nennt sich nicht mehr „Trappisten“, um eine gewisse Distanz zur Gestalt von Rancé (dem Abt von la Trappe) zu wahren.
Durch die Arbeit von A.J. Krailsheimer sind neue Aspekte von Rancés Lebenswerk, vor allem seine Briefe, beleuchtet worden.

## Schriften
- Über die Heiligkeit und die Pflichten des Ordenslebens. Markante Texte – nach Themen zusammengestellt. Herausgegeben von Jochen Michels. Patrimonium-Verlag, Heimbach 2012, ISBN 978-3-86417-009-6.